# Mytilidae
Los mitílidos (Mytilidae), conocidos comúnmente como mejillones o choros (en algunas partes de América del Sur), son una familia de moluscos bivalvos de gran interés económico y gastronómico. Como otros bivalvos, son animales filtradores que viven fijados al sustrato. Son principalmente marinos y viven tanto en zonas intermareales como zonas sumergidas de las costas de todo el mundo, aunque hay especies que viven en cuerpos de agua dulce y de mezcla o salobre (es decir, mezcla de agua dulce con agua marina). Limnoperna fortunei es un mitílido dulceacuícola con alta capacidad de invasión.
Así como son recolectados y consumidos por los humanos, los mejillones marinos son atacados y consumidos por estrellas de mar y por numerosas especies de gasterópodos predadores de la familia Muricidae, como Nucella lapillus.

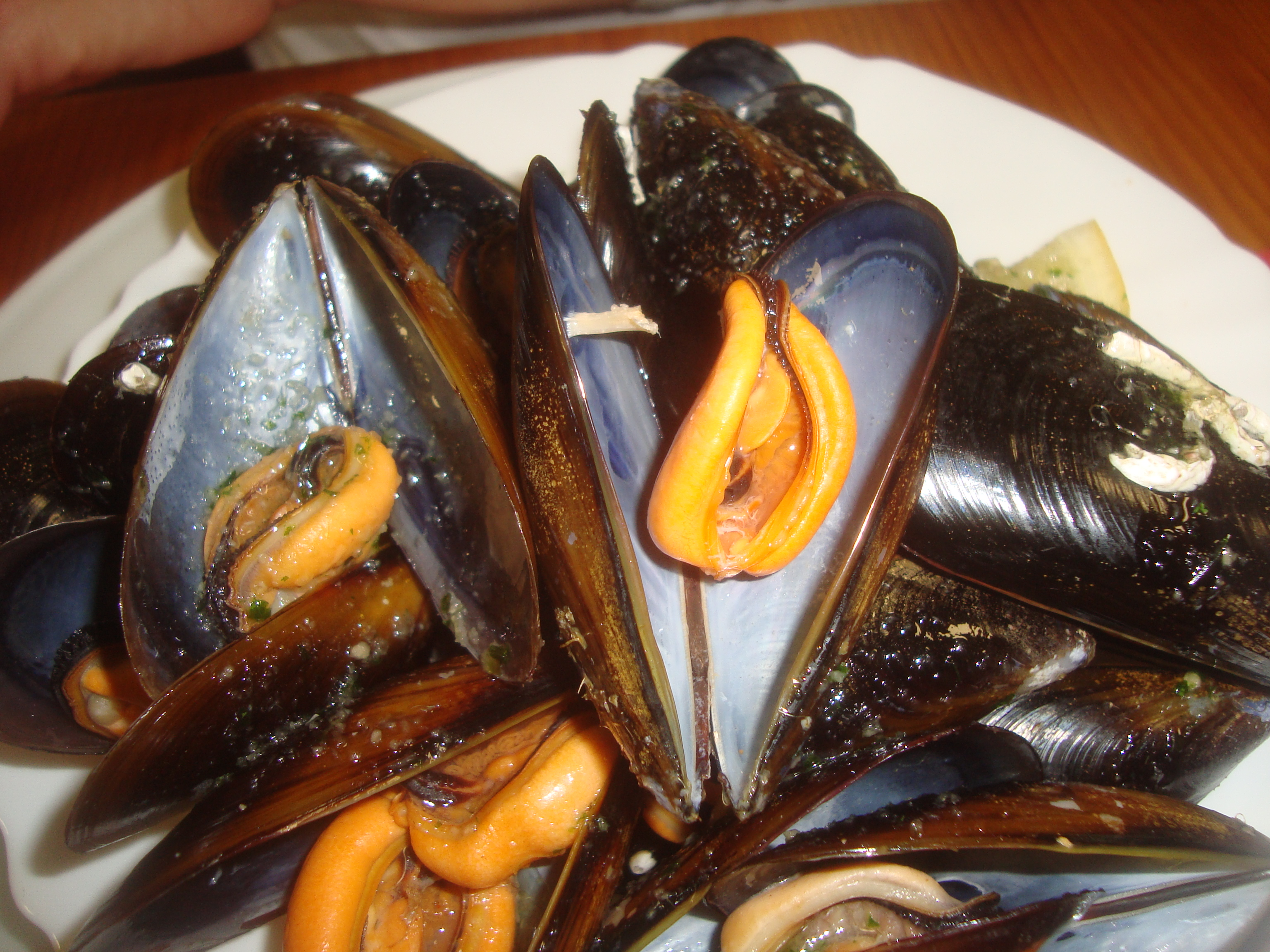
Plato de mejillones cocidos, científicamente son Mitílidos (Mytilidae)

## Anatomía
La concha de los mejillones está compuesta por dos valvas abisagradas y desempeña varias funciones, desde el soporte para los tejidos blandos hasta la protección contra los depredadores y la desecación. Las valvas están unidas en el exterior por un ligamento, y se cierran cuando es necesario gracias a unos potentes músculos internos. 
La concha está compuesta por tres capas. En los mejillones perlados hay una capa de nácar irisado (madre perla) compuesto por carbonato cálcico que continuamente es secretado por esta capa; la capa prismática, es una capa media de los cristales blancos de carbonato cálcico en una matriz de proteína; y el periostracum, es una capa externa pigmentada que parece una piel. El periostracum está compuesto de una proteína llamada conchina, y su función es proteger la capa prismática de la abrasión y la disolución por ácidos.
Como la mayor parte de bivalvos, los mejillones tienen un órgano grande que actúa como un pie, parecido a una lengua en la forma, con un surco sobre la superficie de ventral que es continua con el hoyo del biso. Este hoyo expulsa una secreción viscosa que entra en el surco y se endurece gradualmente cuando esto entra en contacto con el agua de mar. Esto forma un hilo sumamente resistente que se llama biso y con el que el mejillón se fija a su sustrato. El biso también es usado por mejillones como una medida defensiva contra los moluscos predadores.

## Alimentación
Los mejillones son filtradores; se alimentan de fitoplancton y materia orgánica en suspensión. Los mejillones filtran el agua a través de una abertura en el borde del manta, el agua entra en la cavidad paleal por la acción de los cilios, situados en las branquias. El alimento no consumido se expulsa a través de otra abertura del manto. Los palpos situados alrededor de la boca seleccionan las partículas que van a ser ingeridas.
Un saco que desemboca en el estómago secreta una varilla gelatinosa llamada estilo hialino, que sobresale en el estómago y se mantiene girando en el saco del estilo por medio de cilios. La rotación del tallo cristalino ayuda a disolver sus capas superficiales, lo que libera las enzimas digestivas que contiene. Una vez digeridas son dirigidas hacia la glándula digestiva o capturadas por amebocito que son las células sanguíneas de los moluscos. Estas células tienen funciones de respuesta inmune o digestiva. En el aspecto digestivo se encargan de la diapedesis, que es la función de expulsar a través del manto las partículas no deseadas o los restos no digeridos.

## Distribución y hábitat
Los mejillones marinos son abundantes en las zonas intermareales bajas y medias en mares templados en todo el mundo, tanto en el hemisferio norte como en el austral.
Otra especie de mejillón marino vive en áreas tropicales intermareales, pero no en la misma cantidad que aquellos de las zonas templadas.
Ciertas especies de mejillones marinos prefieren vivir en pantanos de sal o bahías tranquilas, mientras otros prosperan en la palpitación del oleaje, completamente cubierta de rocas expuestas lavadas por las olas. Además, alguna especie ha colonizado profundidades abisales en los alrededores de fosas hidrotermales.
Los mejillones requieren de una fuente constante de agua fresca, limpia, con profundidades no fangosos. Prefieren el agua con un contenido mineral sustancial, porque necesitan el carbonato de calcio para construir sus cáscaras. Sobreviven temporalmente fuera del agua.

## Usos

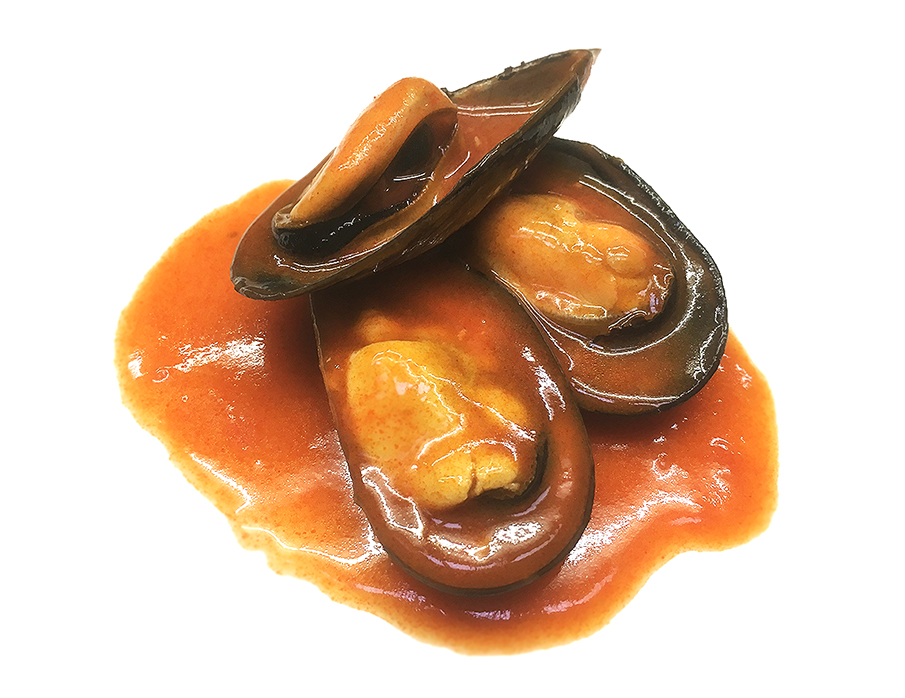
Mejillones en salsa.

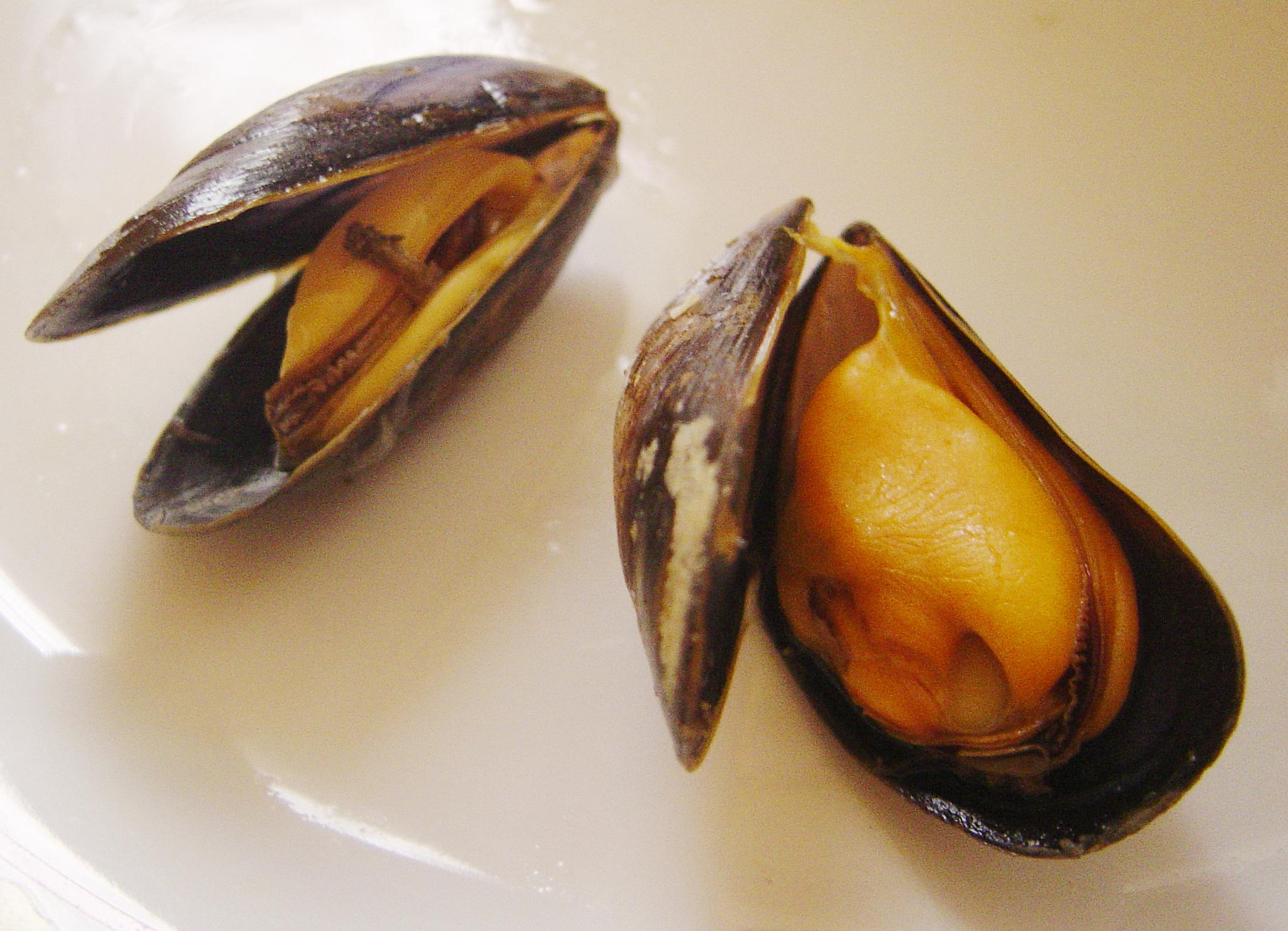
Mejillón cocido.

En la gastronomía de algunos países es muy frecuente verlo cocido, en este momento las valvas se abren debido al calor y se puede ver el contenido del mejillón. Cuando se sirve se suele acompañar de diferentes salsas que pueden ir desde una vinagreta hasta acompañados con mayonesa, es muy popular en la cocina española del norte, por ejemplo en Galicia donde se suele tomar con un vino ribeiro o un albariño.
En Asturias se preparan al vapor, al ajillo, en salsa verde, o marinera. Son muy celebrados en todos aquellos países con acceso a un litoral. 
Algunos platos famosos con mejillones son: espaguetis con mejillones, mejillones a la marinera, mejillones cabreados, los tiberios de la cocina zamorana, etc. Es un molusco tan comido por todo el mundo y con tanta afición que existen zonas especializadas en el cultivo del mejillón.
Los mejillones cocinados pueden ser naranja o amarillo pálido.
Arqueológicamente, hay muchas pruebas de que los humanos han utilizado los mejillones como fuente de alimento durante miles de años.

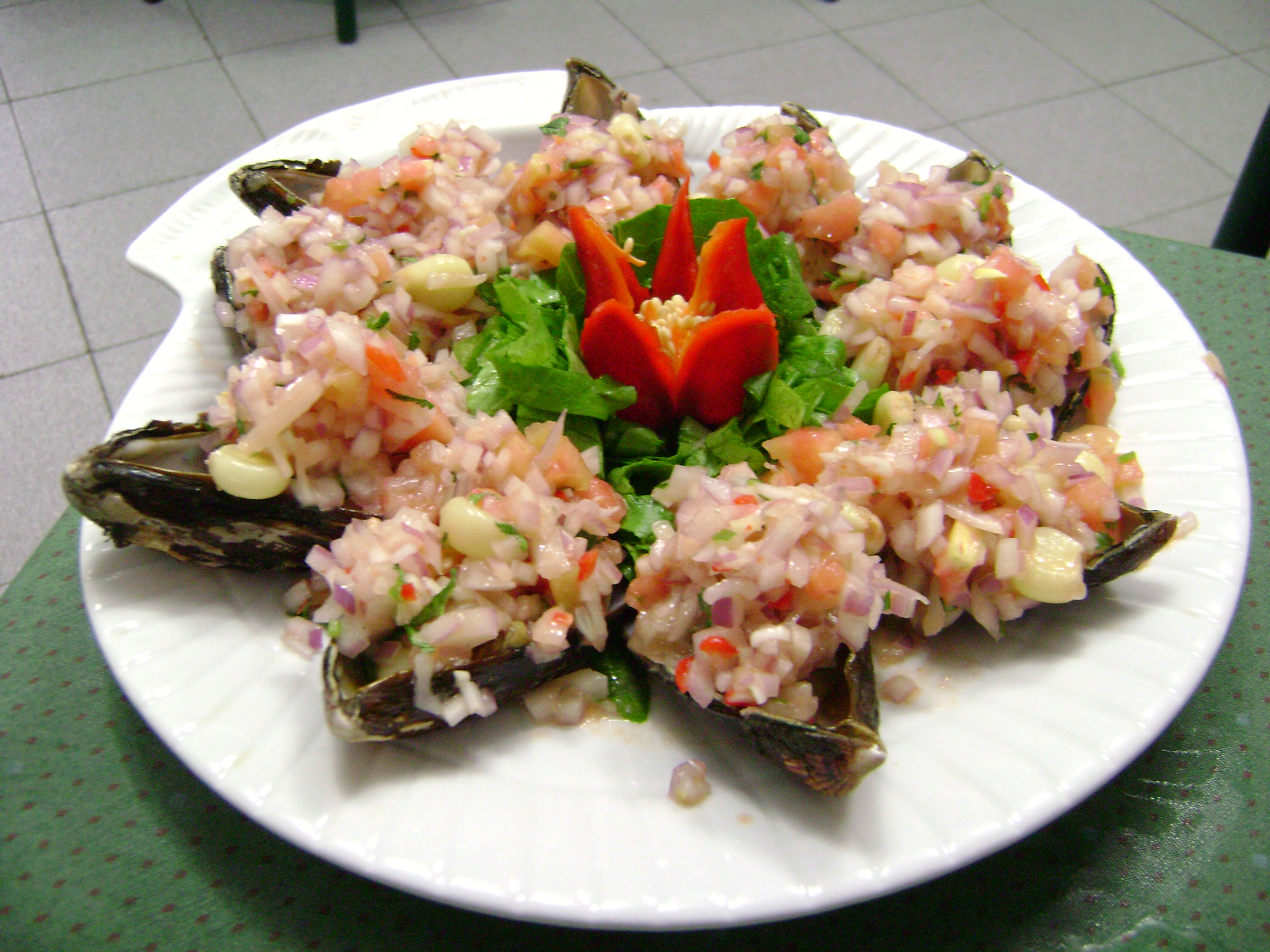
Choritos a la chalaca (Perú).

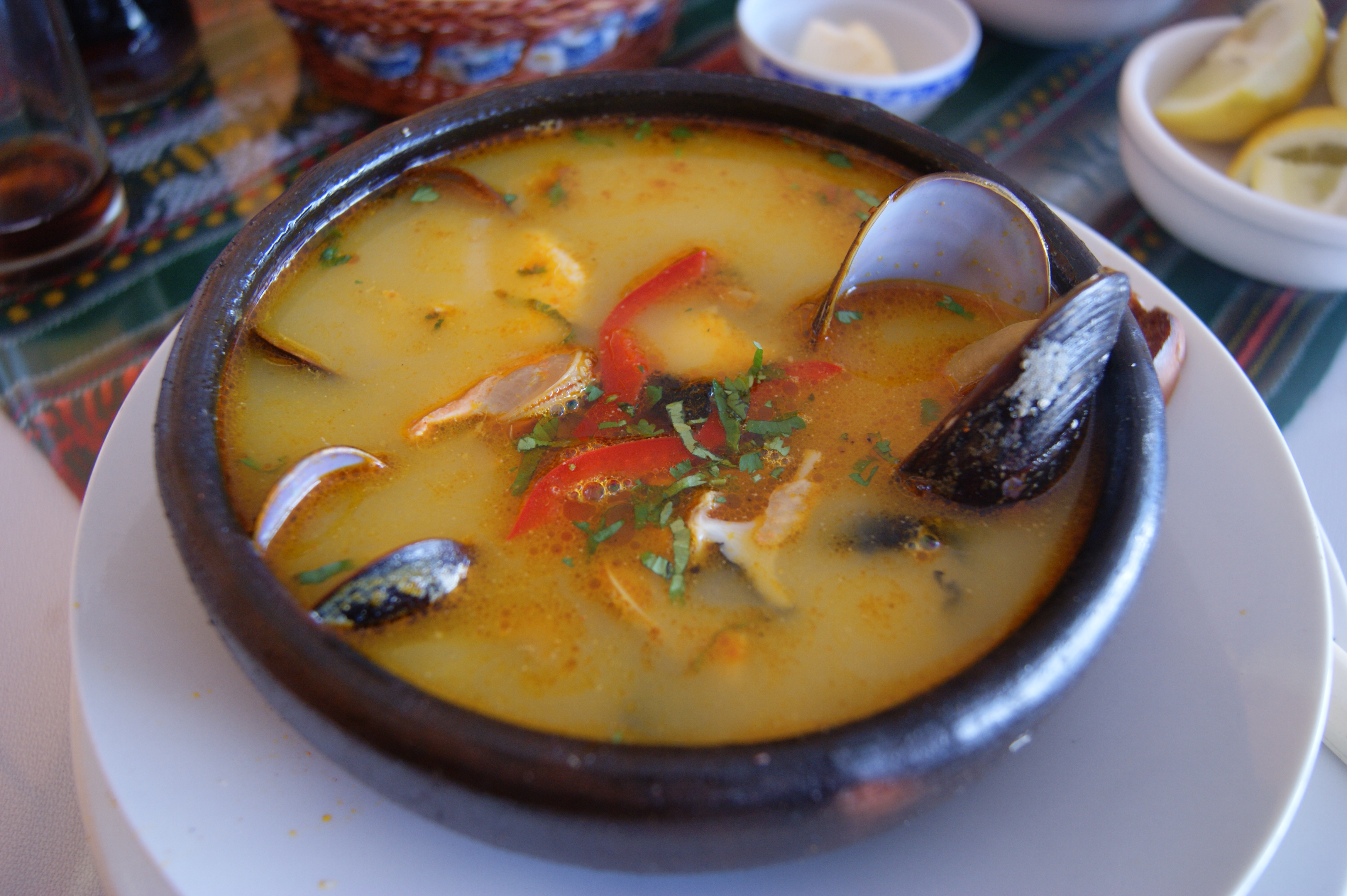
La paila marina, plato chileno que lleva, entre otros mariscos, choros.

- En Perú se preparan según una receta proveniente del puerto del Callao, llamada "choritos a la chalaca" (chalaco es el gentilicio de los pobladores de la provincia del Callao). Estos son servidos en una fuente con una preparación de verduras, que contienen entre otras cosas tomate y cebollas, algo de perejil y limón. Es un plato frío, con varios choros (como se les conocen en Perú) servidos en una fuente, aun con las conchas inferiores y con la preparación o aderezo de verduras sobre cada uno de ellos, el limón es el que realiza la cocción y agrega sabor al aderezo. Es un plato muy requerido en las cevicherías (como son llamados los restaurantes de comida marina en Perú), y es bastante económico. Se consume principalmente en la ciudad de Lima y el Callao, pero es posible hallarlo en muchas cevicherías de la costa peruana en general al haberse extendido su consumo fuera de la capital y en las ciudades portuarias de la costa norte y sur del Perú.
- En Chile se consume en ensaladas y es un ingrediente principal de la paila marina. Además se cocinan al vapor y se consumen directamente desde la concha, agregándoles zumo de limón. También es parte relevante del curanto del sur del país y de diversas sopas, entre ellas el caldillo de choros.
- En España, se consumen al vapor, para apreciar todo su sabor, sobre todo en las regiones de Valencia y Galicia. También es común prepararlos como "tigres": la concha del mejillón bien limpia se usa como carcasa para una bechamel similar a la de las croquetas, hecha con la carne del mejillón, gambas y trocitos de pescado, rebozado en huevo y pan rallado y frito dentro de la concha. Igualmente se pueden preparar cocidos "a la marinera" con tomate con sofrito de jamón a taquitos y picante (gundilla, chile, cayena, tabasco), o "bravos" con mayonesa y tabasco.
  - En Zamora es típica la receta conocida con el nombre de Tiberios.
- En Bélgica, norte de Francia y Holanda, se consumen con patatas fritas (“mosselen met friet” o “moules et frites”) y existen restaurantes dedicados exclusivamente a venderlos de dicha manera
- En la cocina cantonesa, los mejillones se cocinan en un caldo de ajo fermentado con habas negras.
- En Francia “Éclade des Moules” es un mejillón asado típico de la Bahía de Vizcaya.
- En Irlanda, entre la comunidad irlandesa del oeste de Escocia es una comida típica: hervidos y sazonados con vinagre con el “bray” o el agua hervida como bebida caliente.
- En Italia son un plato típico, normalmente mezclado con otros mariscos, o con pasta.
- En Grecia se preparan con arroz, un plato típico que se llama "midopilafo", con salsa rica "midia saganaki", al vapor, o fritos.
- En Nueva Zelanda se sirven normalmente con una vinagreta a base de chili.
- En Turquía se suelen cubrir con harina y se fríen (“midye tava”) o rellenos con arroz y servidos fríos(“midye dolma”). Los mejillones se consumen normalmente con alcohol (mayormente cerveza o raki).
- En Venezuela se consumen bien sea en ensaladas, guisados o bien en el famoso asopado llamado fosforera; todo ello principalmente en la isla de Margarita, así como en las ciudades costeras del país como Puerto La Cruz y Cumaná.

Durante la Segunda Guerra Mundial en Estados Unidos, los mejillones eran servidos normalmente en las cenas, esto fue debido a la falta de carne roja por el racionamiento de alimentos durante la guerra.[cita requerida]
Los mejillones pueden ser ahumados, hervidos, cocidos al vapor o fritos en mantequilla. Como todo marisco, los mejillones deberían estar vivos justo antes de ser cocinados porque se hacen tóxicos rápidamente después de morir. Un criterio simple es que aquellos mejillones vivos, se cerrarán fuerte cuando sean molestados; los mejillones abiertos están muertos y deberían ser desechados. También las conchas de mejillón cerradas que son excepcionalmente pesadas deberían ser desechadas, porque por lo general contienen solo fango. Las conchas de mejillón se abren por sí mismas cuando se cocinan los mejillones.
Aunque los mejillones sean valorados como un alimento, el envenenamiento debido a organismos tóxicos contenidos en el mejillón, puede ser un peligro potencial. Por ejemplo, los mejillones no deberían ser colectados a lo largo de la costa occidental de los Estados Unidos durante los meses más calientes. Este envenenamiento es por lo general debido a unas algas dinoflagelados (marea roja), que contienen toxinas. El dinoflagellates y su toxina no dañan los mejillones, incluso cuando están altamente concentrados, pero si los mejillones son consumidos por la gente, la enfermedad es grave. Las floraciones algares más comunes son las PSP (paralizante) y las DSP (diarreica). 
Por lo general los gobiernos supervisan los niveles de toxinas a lo largo del año, la seguridad en el consumo de mejillones comprados en canales autorizados es absoluta, no existiendo ningún riesgo por consumo en ninguna época del año.
El marisco herbívoro como mejillones y almejas puede ayudar a alcanzar un equilibrio sano de Omega 3 y Omega 6 en sus dietas.

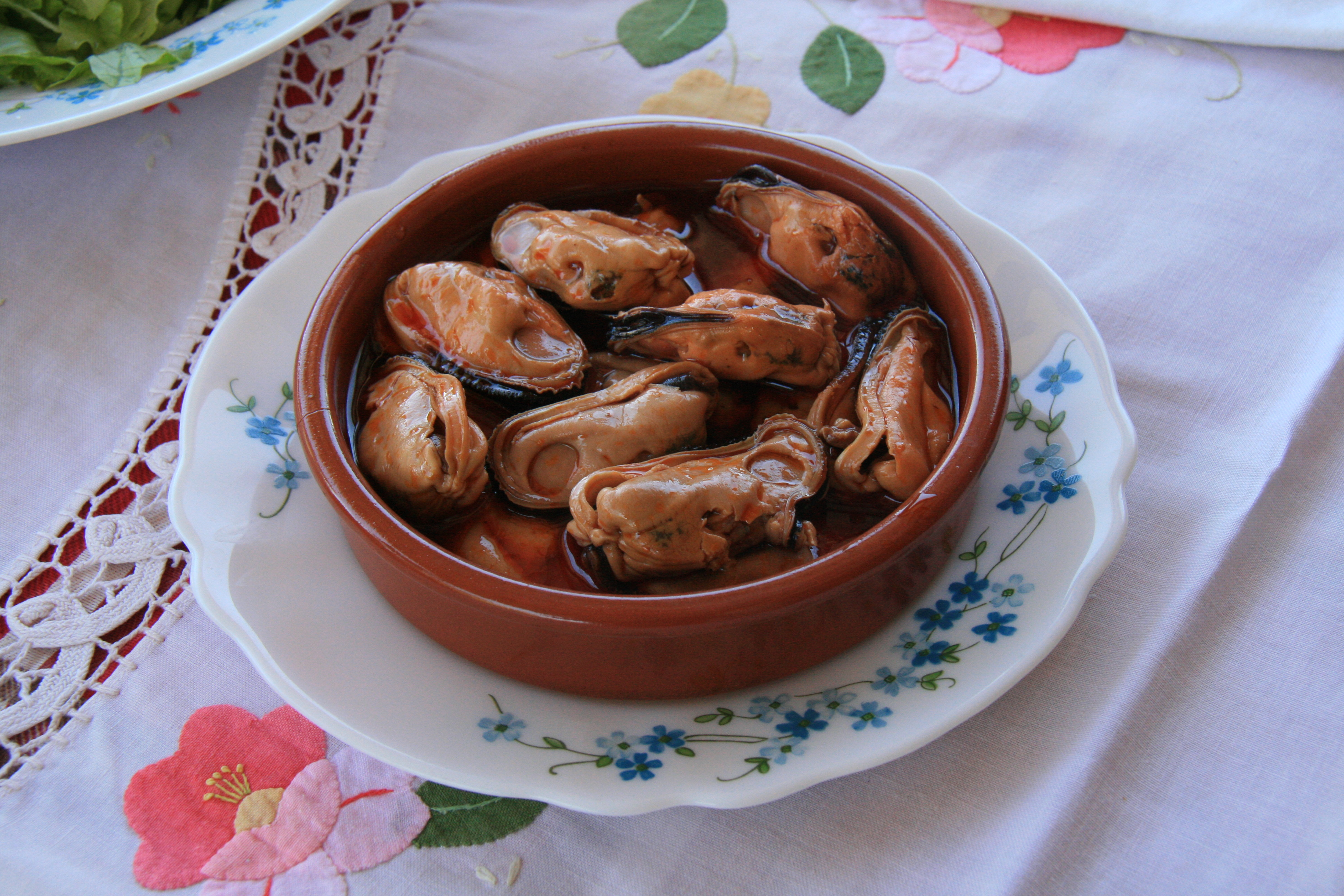
Mejillones en escabeche enlatados.

### Envasados
Se suelen encontrar los mejillones envasados en lata con aceite vegetal o escabeche y aderezados con algo de laurel y a veces con un ligero sabor a picante (suele llevar guindillas o salsa americana), este producto es muy popular en España y puede adquirirse sin problema en cualquier supermercado. A veces puede encontrarse mejillón congelado (con o sin las valvas). Otros envases al vacío están disponibles para los consumidores generalmente preservados en bolsas de plástico herméticas, la presentación de este envase ofrece el mejillón en la mayoría de las veces es con concha.
La normativa de la Unión Europea establece tres tipos comerciales de mejillones envasados en función de las tallas de la carne de los mejillones, y la mide en relación con el número de piezas por kilogramo. Esta clasificación es:
- Grande, hasta 110 piezas por kg.
- Mediano, hasta 140 piezas por kg.
- Pequeño, hasta 300 piezas por kg.

Se puede admitir una tolerancia en el tamaño grande hasta un 5 por 100 de piezas del tamaño mediano. De la misma forma se admite una tolerancia en el tamaño mediano hasta un 10 por 100 de piezas en el tamaño mediano.